# Kostas Papakostopoulos

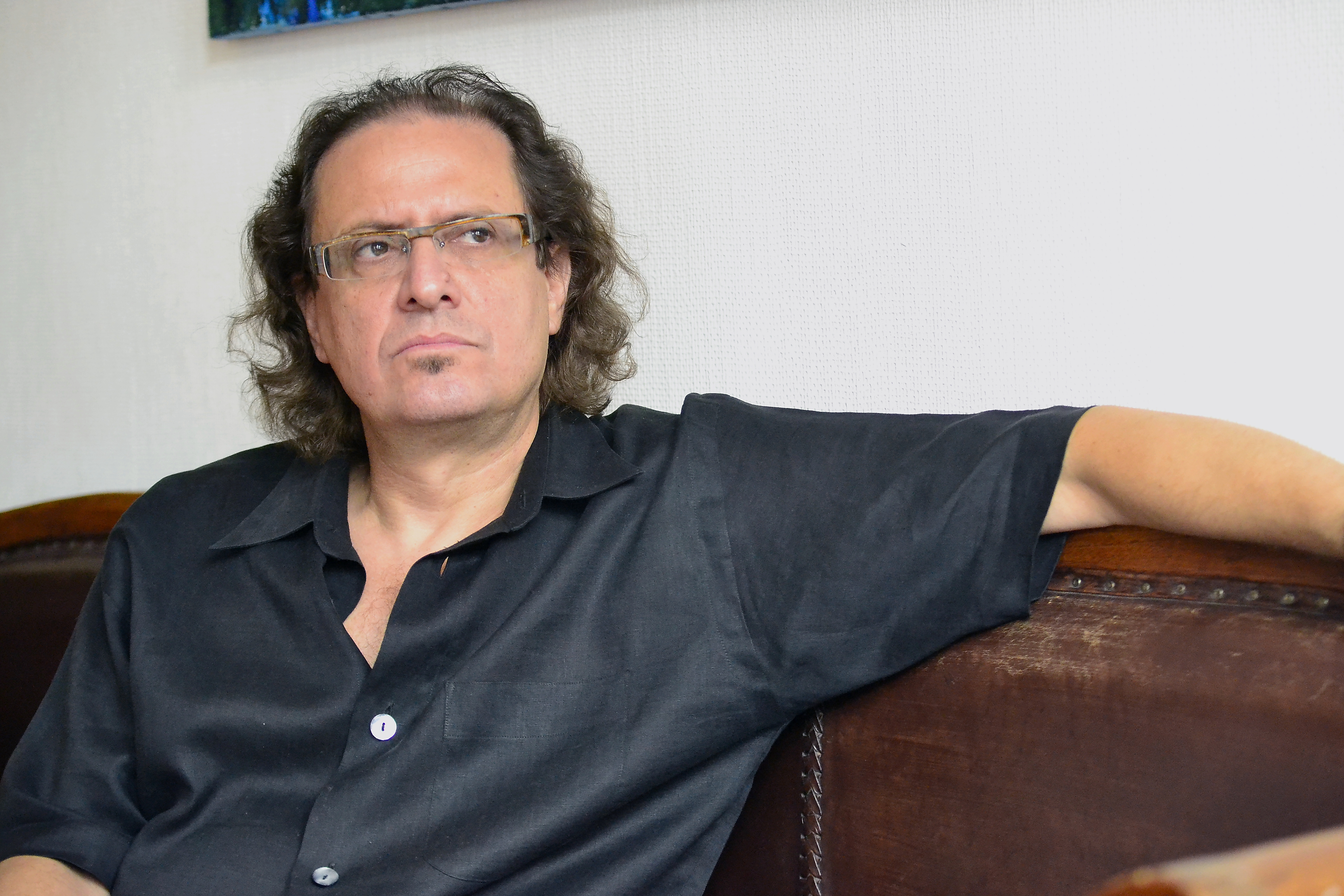
Kostas Papakostopoulos (2017)

Kostas Papakostopoulos (* 1962 in Athen) ist ein Theaterregisseur, Dramatiker und Gründer sowie künstlerischer Leiter des Deutsch-Griechischen Theaters (DGT) in Köln. In seinen Inszenierungen für das DGT und städtische Schauspielhäuser setzt er sich vor allem mit dem antiken Drama und Mythos seiner griechischen Heimat auseinander. Papakostopoulos greift dabei die in den mythischen Erzählungen gestellten Fragen gesellschaftlicher Ordnung – Fragen nach dem Umgang mit Macht, Recht und Demokratie – auf und formuliert sie für die Gegenwart neu. Zudem spannt er mit Inszenierungen von jüngeren Adaptionen antiker Stoffe und Werken griechischer Gegenwartsautoren einen Bogen zum zeitgenössischen Theater und zeichnet so das Bild eines Europas zwischen Tradition und Moderne. 

## Leben
Kostas Papakostopoulos wurde in Athen geboren. Nach Abschluss eines Studiums der Wirtschaftswissenschaften an der Universität Athen studierte er Theaterwissenschaften an der Universität Köln. Er arbeitete als Regieassistent bei Dimiter Gotscheff 1988/89 am Schauspielhaus Köln und bei Frank Castorf 1989/90 am Schauspielhaus Köln und an der Berliner Volksbühne.
1990 gründete Kostas Papakostopoulos das Deutsch Griechische Theater Köln. In den Folgejahren baute er die deutsch-griechische Theatergruppe zu einer multinationalen Künstlerinitiative aus. Über die Grenzen der Stadt und Deutschlands hinaus hat er sich mit seinem Ensemble und seinen innovativen Inszenierungen einen Namen gemacht. Im Lauf der Jahre hat er u. a. Stücke von Aristophanes, Aischylos, Sophokles, Euripides, Heiner Müller, William Shakespeare, Dea Loher, Lars von Trier, Samuel Beckett, Dimitris Kehaidis, Vassilis Ziogas, Dimitris Dimitriadis, Yannis Tsiros inszeniert. Zusätzlich hat er seit 2006 erfolgreich eigene Stücke, wie unter anderem „Migrantenchor“, „Aias 21“, „Geldgott//Chor der Empörten“, „Schutzflehende“, „Iphigenie“, „Eurexit“ und „Zocker“ konzipiert und uraufgeführt.
Er inszeniert sowohl an städtischen Bühnen, u. a. Schauspiel Köln, Theater Aachen, Schauspiel Düsseldorf, Theater Bonn, Theater Oberhausen, Theater im Pfalzbau Ludwigshafen als auch in der freien Theaterszene u. a. Freies Werkstatt Theater, Theater im Bauturm, Urania Theater, Comedia Theater, Orangerie Theater. In den letzten Jahren hat Papakostopoulos seine Arbeiten zudem auf internationalen Gastspielreisen präsentiert und die Stadt Köln im Ausland mit großem Erfolg vertreten, u. a. Barcelona 2009, Turin 2011, Thessaloniki 2008, 2012, 2013, Brüssel 2014, Wien 2015, Athen 2015, 2016, 2017, 2018, 2020, 2022. Kostas Papakostopoulos lebt in Köln.

## Inszenierungen
- 2024 „Der Nabel der Welt“ von Fink Kleidheu im Theater Bonn
- 2023 „Glückliche Tage“ von Samuel Beckett im Urania Theater
- 2022 „Iphigenie im Trauerland“ von Kostas Papakostopoulos nach Euripides im Urania Theater
- 2020 „Wildkraut“ von Yannis Tsiros im Kölner Künstlertheater
- 2019 „Europa“ von Lars von Trier in Koproduktion mit dem Schauspiel Köln und der Nationaloper Athen
- 2018 „Zocker“ von Kostas Papakostopoulos nach Kechaidis im Freien Werkstatt Theater
- 2017 „Eurexit“ von Kostas Papakostopoulos nach Aischylos im Theater im Bauturm
- 2016 „Iphigenie“ von Kostas Papakostopoulos nach Euripides im Theater im Bauturm
- 2015 „Antigone“ von Kostas Papakostopoulos nach Sophokles in Koproduktion mit dem Theater im Bauturm
- 2014 „Schutzflehende“ von Kostas Papakostopoulos nach Aischylos in Koproduktion mit dem Theater im Bauturm
- 2013 „Weibervolksversammlung“ von Aristophanes in Koproduktion mit dem Theater im Bauturm
- 2012 „GELDGOTT//CHOR DER EMPÖRTEN“ – ein Lustspiel von Kostas Papakostopoulos nach „Ploutos“ von Aristophanes in Koproduktion mit der Studiobühne Köln
- 2011 „Eumeniden“ von Aischylos in Koproduktion mit der Studiobühne Köln
- 2010 „Elektra“ von Sophokles in Koproduktion mit der Studiobühne Köln
- 2009 „Agamemnon“ nach Aischylos in Koproduktion mit der Studiobühne Köln
- 2008 „Die Vögel“ von Aristophanes in Koproduktion mit dem Theater Oberhausen und der Studiobühne Köln
- 2007 „Aias 21“ von Kostas Papakostopoulos nach Sophokles in Koproduktion mit der Studiobühne Köln
- 2006 „Migrantenchor“ von Kostas Papakostopoulos in Koproduktion mit dem Schauspielhaus Aachen
- 2006 „Ödipus auf Kolonos“ von Sophokles in Koproduktion mit der Studiobühne Köln
- 2005 „König Ödipus“ von Sophokles in Koproduktion mit den Westfälischen Landesbühnen Castrop-Rauxel und der Studiobühne Köln
- 2004 „Die Perser“ von Aischylos in Koproduktion mit dem Schauspiel Köln
- 2003 „Medea“ von Euripides in Koproduktion mit dem Schauspiel Köln und dem Theater im Pfalzbau, Ludwigshafen
- 2002 „To Tavli“ von Dimitris Kechaidis in Koproduktion mit dem Freien Werkstatt Theater Köln
- 2002 „Manhattan Medea“ von Dea Loher in Koproduktion mit dem Freien Werkstatt Theater Köln
- 2001 „Ich sterbe als Land“ von Dimitris Dimitriadis in dt. Erstaufführung in Koproduktion mit dem Freien Werkstatt Theater Köln
- 2000 „Die Acharner“ von Aristophanes in Koproduktion mit der Studiobühne Köln
- 1999 „Prometheus“ von Aischylos nach Übersetzung von Heiner Müller in der Martin-Luther-Kirche in Köln
- 1998 „Die Komödie der Fliege“ von Vassilis Ziogas in dt. Erstaufführung in Koproduktion mit dem FWT, dem Bahnhof Köln-Deutz, der Martin-Luther-Kirche
- 1997 „Timon von Athen“ von William Shakespeare in Koproduktion mit den Freien Kammerspielen Köln
- 1996 „Wie neugeboren“ von Dimitris Kechaidis in dt. Erstaufführung in Koproduktion mit dem Freien Werkstatt Theater Köln
- 1995 „Die Wolken“ von Aristophanes in Koproduktion mit der Studiobühne Köln
- 1995 „Herakles 5“ von Heiner Müller in Koproduktion mit dem Urania Theater Köln
- 1994 „Die Frösche“ von Aristophanes in Koproduktion mit dem Comedia Theater
- 1993 „Die Bakchen“ von Euripides in Koproduktion mit dem Urania Theater Köln
- 1992 „Philoktet“ von Heiner Müller in Koproduktion mit dem Urania Theater Köln
- 1992 „Der Ehering“ von Dimitris Kechaidis in Koproduktion mit dem Comedia Theater
- 1991 „Weibervolksversammlung“ von Aristophanes in Koproduktion mit der Musikhochschule Köln
- 1990 „Ploutos“ von Aristophanes in Koproduktion mit der Musikhochschule Köln

## Auszeichnungen und Festivals
- 2022 „Iphigenie im Trauerland“ eingeladen in das Theaterhaus der Stiftung Michael Cacoyannis in Athen, in Kooperation mit dem Goethe-Institut in Athen
- 2020 „Europa“ eingeladen in die Nationaloper von Athen, in Kooperation mit dem Schauspiel Köln
- 2018 „Eurexit“ eingeladen in das Teatro Technis - Karolos Koun in Athen, in Kooperation mit dem Goethe-Institut in Athen
- 2017 „Iphigenie“ eingeladen in das Theaterhaus der Stiftung Michael Cacoyannis in Athen, in Kooperation mit der Deutschen Botschaft in Athen
- 2016 „Antigone“ eingeladen in das Theaterhaus der Stiftung Michael Cacoyannis in Athen, in Kooperation mit der Deutschen Botschaft in Athen
- 2015 „Schutzflehende“ eingeladen auf das Welt-Theater-Festival Art Carnuntum, in das Düsseldorfer Schauspielhaus und in das Theaterhaus der Stiftung Cacoyannis in Athen
- 2014 „Eumeniden“ eingeladen nach Brüssel als offizieller Festbeitrag im Rahmen der griechischen EU-Ratspräsidentschaft
- 2013 „Geldgott//Chor der Empörten“ eingeladen nach Thessaloniki als offizieller Festbeitrag der Stadt Köln zur 25-Jahr-Feier der Städtepartnerschaft Köln-Thessaloniki
- 2012 „Eumeniden“ eingeladen nach Thessaloniki als offizieller Festbeitrag der Stadt  Köln im Rahmen des 100-jährigen Jubiläums der Unabhängigkeit der Stadt Thessaloniki
- 2011 „Migrantenchor“ eingeladen nach Turin als offizieller Festbeitrag der Stadt  Köln im Rahmen des 150-jährigen Jubiläums der Einheit Italiens
- 2009 „Migrantenchor“ eingeladen nach Barcelona als offizieller Festbeitrag der Stadt Köln zur 25-Jahr-Feier der Städtepartnerschaft Köln-Barcelona
- 2008 „Migrantenchor“ eingeladen zum Festival „Dimitria“ in Thessaloniki, als offizieller Festbeitrag der Stadt Köln zur 20-Jahr-Feier der Städtepartnerschaft Köln-Thessaloniki, in Kooperation mit dem Goethe-Institut
- 2007 „AIAS 21“ nominiert für das Festival „Theaterzwang“ 2008
- 2006 „Migrantenchor“ nominiert für den Kölner Theaterpreis 2006
- 2005 „König Ödipus“ eingeladen vom Schauspielhaus Düsseldorf
- 2003 „Ich sterbe als Land“ eingeladen zu dem Festival „Internationale Kulturtage“, organisiert vom Land Baden-Württemberg.
- 2002 „To Tavli“ eingeladen zu dem Festival „Griechische Kulturtage“, organisiert vom Außenministerium Griechenlands
- 2001 „Die Acharner“ eingeladen vom Schauspielhaus Düsseldorf
- 2001 Organisation des ersten „Deutsch-Griechischen Theaterfestivals in Köln“ in Kooperation mit der Studiobühne Köln und unter der Schirmherrschaft der Kultusministerien von Griechenland und NRW
- 2001 „Ich sterbe als Land“ eingeladen zur Internationalen Buchmesse in Frankfurt
- 2000 „Prometheus“ eingeladen zu dem Festival „Griechische Kulturtage“, organisiert vom Außenministerium Griechenlands
- 1999 „Prometheus“ eingeladen vom Schauspielhaus Düsseldorf, Theater im Pfalzbau, Rokoko Theater Schwetzingen
- 1998 „Timon von Athen“ nominiert für das Theaterfestival „Theaterzwang“ des Landes NRW
- 1997 „Herakles 5“ nominiert und eingeladen zum Theaterfestival „Politik im freien Theater“ in Bremen
- 1994 „Die Frösche“ nominiert für den Kölner Theaterpreis 1994
- 1992 „Philoktet“ nominiert für den Kölner Theaterpreis 1992